# Argulus kosus
Argulus kosus is een visluizensoort uit de familie van de Argulidae. De wetenschappelijke naam van de soort is voor het eerst geldig gepubliceerd in 1994 door Avenant-Oldewage.